# Синцово (Калининский район)
Синцово — деревня в Калининском районе Тверской области, входит в состав Бурашевского сельского поселения. 

## География
Деревня расположена в 4 км на восток от центра поселения села Бурашево и в 13 км на юг от Твери.

## История
В 1847 году в селе была построена каменная Ильинская церковь с 2 престолами, метрические книги с 1780 года.
В конце XIX — начале XX века село входило в состав Щербининской волости Тверского уезда Тверской губернии. 
С 1929 года деревня входила в состав Бурашевского сельсовета Тверского района Тверского округа Московской области, с 1935 года — в составе Калининской области, с 2005 года — в составе Бурашевского сельского поселения.

## Население
| 1859 | 1886 | 2002 | 2010 |
| ---- | ---- | ---- | ---- |
| 211  | ↗215 | ↘8   | ↗10  |